# 山鬼

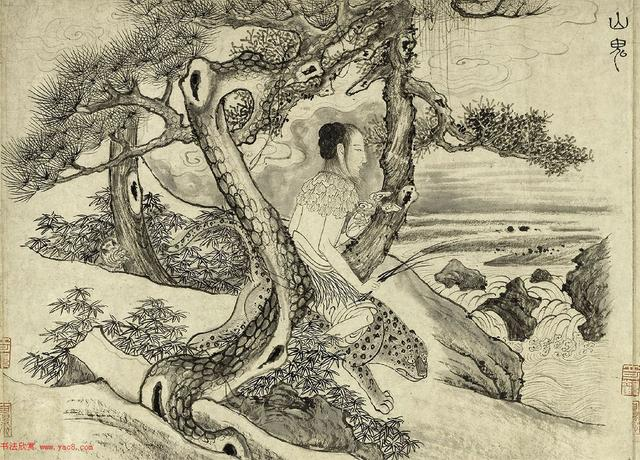
山鬼（張渥九歌図）

山鬼（さんき）は、中国神話・文学に登場する山岳精霊の総称。狭義には『楚辞』九歌の詩篇に描かれた神的な存在を指すが、広義には民間伝承における山の妖怪や精霊を包含する。その解釈は時代・地域によって変遷し、楚文化の自然神から道教の山神体系に組み込まれた存在まで多様な側面を持つ。

## 九歌における山鬼
- 屈原『楚辞』九歌第十一編に登場する女性的な山の神
- 赤豹に乗り、自然と人間の情愛を象徴する描写（「乗赤豹兮従文狸」）
- 後世の注釈書における解釈対立：王逸「山精説」 vs 朱熹「巫山神女説」

## 神話的変遷

### 先秦 - 漢代
- 『山海経』中山経：人面虎身の「山𤢖（さんき）」記載[1]
- 『淮南子』：「山出魈陽」の記述[2]
- 司馬遷『史記』封禅書：楚地の「山鬼」祭祀の実態[3]

### 魏晋 - 唐代
- 干宝『捜神記』：山鬼が書生を惑わす説話[4]
- 道教典籍『抱朴子』：山鬼を「山精」と分類[5]
- 杜甫詩「有懷台州鄭十八司戸」：文学的転用[6]

### 宋元以降
- 朱熹『楚辞集注』：巫山神女説[7]
- 『聊斎志異』：婚姻説話[8]

## 民俗学的考察
- 湖南省の「儺戯」：仮面使用[9]
- 比較神話：日本山姥との比較[10]

## 現代文化における再解釈
- 袁珂の分類[11]
- 徐悲鴻の絵画[12]